# La Libertad (Ekwador)
La Libertad – miasto w zachodnim Ekwadorze, nad Oceanem Spokojnym. Według spisu ludności z 28 listopada 2010 roku miasto liczyło 95 942 mieszkańców. 
W mieście rozwinął się przemysł chemiczny, spożywczy oraz rafineryjny.